# ふたば君チェンジ♡
『ふたば君チェンジ♡』（ふたばくんチェンジ）は、あろひろしによる日本の漫画作品。

## 概要
『月刊少年ジャンプ』（集英社）1990年12月号より連載開始。1993年には『月刊少年ジャンプオリジナル』へと籍を移し、1997年3月増刊号で最終回を迎えた。
主人公の男の子がある条件により女の子に変わるという設定から、高橋留美子の『らんま1/2』と比較されることが多いが、あろは単行本で「弓月光の性転換コメディ漫画『ボクの初体験』に対するオマージュ」であると発言し、『らんま1/2』との関係を否定している。
またアメリカなどの国では一般的に、日本のラブコメの定番である「お互い好き同士なのに気持ちを言い出せない」状態は受け入れられ難いためか、「主人公がヒロインに告白できない理由が明確」「その障害がなくなってからは二人の仲が急速に進む」という要素を持つこの作品はおおむね高評価を得ている（海外で『らんま1/2』とよく比較されるもうひとつの理由だ、とあろは推測している。）。

## あらすじ
主人公・締留ふたばは、駒種（こまたね）中学校の1年生。ふたばの所属するプロレス研究会の友人から無修正のエロ本を借り、学校のトイレでそれを閲覧している際に同級生・島美咲姫の裸を想像した時、ふたばの体に変化が起きた。見たこともない少女に姿が変わってしまったふたばは帰宅後、それが自分の一族に遺伝する体質だと知る。その後、女性のふたばは同姓同名の別人として同中学の同クラスに転校という形で二重在籍することになる。

## 用語
変態（へんたい / チェンジ）
興奮や緊張することで性別が逆転・興奮が収まることで元の性別に戻る現象のこと。血液中に含まれる特殊な物質の作用によるものらしいが、一族以外の人間にこの血液を輸血しても変態体質になるわけでもなく、詳しい原理は不明。
変態中は性フェロモンの分泌が活発になり、異性を惹きつけるようになる。生理中は性別が女性に固定され、性フェロモンが更に活性化し、周囲の男性から無差別にプロポーズされる。また過度の興奮を起こすと変態機能が狂う現象も確認されている。
締留（しめる）一族
主人公のふたばたちの一族。子供の頃は一般人と変わりないが、第二次性徴を迎えると上述の変態体質が発現する（この時に赤飯を炊いて祝う風習がある模様。）。
変態体質の都合上、男性が子供を出産することになる（妊娠時の性転換については作中では語られていないが、前述の生理の件から妊娠中は女性化が固定する可能性がある。）。一族以外との性交渉は可能で、子供を作ることもできる。
一族の多くは絶海の孤島「締留島」で暮らしている。最終話で一族のルーツが明かされた。
「締留」というネーミングは「シーメール」が由来となっている。
締留島（しめるじま）
締留一族が代々暮らしている島。生まれたばかりの赤ん坊に許婚を決めたり、「本家」の血筋の者が強い権力を持っているなど、島の中では古い風習が残っている。浮島であり、常に海流に乗って海上を移動しているため地図には載っていないが、その特性を活かし島に直接トロール網を取り付けて漁業をおこなっている。
酒屋、雑貨屋などの商店や理髪店以外にラーメン屋、スナックなどの飲食店も存在し、住民の数は少なくはない。
島そのものに「一族のルーツ」に関わる重大な秘密が隠されていた。

## 登場人物

### 締留一族
締留ふたば（しめる ふたば・男 / 女）
本作品の主人公。駒種中学校の生徒でプロレス研究会に所属。クラスメイトである島美咲姫のことが好きだが、変態体質のせいで嫌われることを恐れ告白できずにいる。物語の途中から女生徒としての締留ふたばもプロレス研究会（女子部）に所属し、さらに「FUTABA」の芸名を持つアイドルとしてTVなどでも活躍することになる。
第1話の冒頭で中学1年生であるような表現があったが、その後、進級した様子が全く描かれないまま、物語後半で14歳として扱われている。
締留双菜（しめる ふたな・女 / 男）
ふたばの姉。駒種大学に通う学生。享楽的かつ悪戯好きな性格で男も女も好きな根っからのプレイボーイで、騒動の種をたびたび持ち込む。純情なふたばをからかったり手篭めにしかけたりするのも日常茶飯事。駒種中学校の卒業生でもあるが、在校当時も何かと問題を起こしていたらしい。
ふたばの父
本名不明。気分次第で仕事を休んだり、ふたばの許婚の約束をすっかり忘れていたりといい加減な性格。立派な口ひげを生やしているように見えるが、実は付け髭。
ふたばの母
家族と同居しているが、作品内では一度も顔が描かれておらず名前も不明。校長の恩人であり、「何かの会合」の際にヘリコプターが自宅まで迎えに来るなど平凡な主婦ではないような描写が見られたが、結局、その正体は作中で明かされることはなかった。
締留倶鈴（しめる クリン・女 / 男）
物語後半に登場した締留本家の令嬢で、生まれたときから決められていたふたばの許婚。普段は3 - 4頭身しかない小さな女の子だが、男に変態すると7 - 8頭身と体型が大きく変わる。そのギャップゆえか、男の状態ではカロリー消費が激しく、異常な大食漢になる。女たらしの腕前も超一流で、女性店員を魅了して代金を踏み倒すことを常としている（故郷でも金を払ったことは無かったらしい）。
登場初期は、締留本家の血筋から分家の子であるふたばを見下していたが元々アイドルのFUTABAのファンであったため、彼女がふたばと同一人物であることを知った後は最初はとまどいつつも次第に献身的な愛情を示すようになる。
締留実沙夫（しめる みさお・男 / 女）
番外編「ふたなさんチェンジ」に登場。本編中はずっと修行の旅に出ているため出番はないが、双菜の回想シーンで1コマだけ後姿で出演している。
双菜の許婚。三度笠に縞合羽に着物という、風来坊のような服装をしているが性格は気弱で素直、双菜の言動をすべて肯定的にとらえ信じてしまう。かつては双菜の前では喋ることもできないほど引っ込み思案でもあったらしい。
性格に反して格闘技の強さは世界チャンピオン並み。修行中はインドで虎と闘っていた。双菜にどうしようもなく惚れており、本人はそのことを隠しているつもりだが周囲にはバレバレ。

### 駒種中学校生徒
島美咲姫（しま みさき）
ふたばのクラスメイトで、おまじないと甘いものが好きな女子中学生。男のふたばに好意を抱き、女のふたばとは親友になる。水泳部所属だったが、途中でプロレス研に移籍。一時的ながら変態体質になってしまったことがある。（その本当の理由は最終話で明らかとなる。）
料理の腕前自体は決して悪くはないのだが、自身の「度を越した甘い物好き」という嗜好が過度に反映され、常軌を逸した物体が出来上がってしまう。ふたばに対する好意から周囲が見えなくなり極端な行動に走ることもあり、そうなるとふたばや音霧でさえついていけなくなる。
物語後半で男女2人のふたばが同一人物であることを知り、衝撃を受けるが、自分自身が異性への変態を経験していたこともあり、結局はその事実を受け容れふたばと友達以上恋人未満の関係を続け、アイドル活動をサポートする。締留倶鈴とは恋敵の間柄となる。
酒仙洞音霧（しゅせんどう ねぎり）
ふたばのクラスメイトで美咲姫の親友。眼鏡とそばかすと関西弁が特徴的な女の子。守銭奴で金にうるさい。ギャンブルも強く、麻雀でプロレス研に莫大な負債を負わせ、FUTABAのマネージャーとなる。
しかしその本質はただのケチというわけではなく、将来現れるであろう「ええ男」を確実に自分のものにするため、自らを磨くための投資と努力は惜しまない前向きな一面もある。その一環として、眼鏡を外した素顔は美少女だと自分でも気づいていながら、あえて周囲に隠し通している。なお、どうやら既に意中の相手が身近にいる模様。
プロレス研究会（プロレス研）
ふたばが所属するクラブ（ただし学校公認の正式なクラブではない）。3人ともふたばのクラスメイトだが、少なくとも本村はふたば達よりはるかに年上。
本村（もとむら）
プロレス研会長。リングネームは「ヨッシャー・本村」。厳格な父親の教えから、長年中学生をしている苦労人。貫禄はあるが意外とわがままでセコい。よく感動して男泣きをする。
武流（たける）
部員の1人で、リングネームは「フラッシュ武流」。本能（性欲）に忠実。ふたばにエロ本を貸し、初めての変態のきっかけを作った張本人。自分で書いた字を読むことができないほどの悪筆。
地真（ちま）
部員の1人で、リングネームは「ブラッド・地真」もしくは「スプラット地真」。坊主頭にずんぐりした体型。女性に弱く、興奮すると鼻血を出す癖がある。

緋楼院高子（ひろういん たかね）
演劇部所属。校長の一人娘で、才色兼備な学園のアイドル。常に取り巻きの男子生徒二人を引き連れている。長い髪を大きなリボンで後頭部で束ねていたが、ある事件の後はセミロングヘアにしている。
その正体は学園を影から支配する悪の女首領「クィーン・Ｘ（エックス）」。ステレオタイプな「悪の女首領」としての様式美と「卑怯さ」に美学を求める危険な女。学園のアイドルの座をふたばに奪われた（と思い込んでいる）ため、対抗心を燃やし、何かと妨害工作を仕掛けようとする。
古錦苺（こにしき まい）
すもう部の部長。超音速の張り手からは衝撃波を発生させ、またその巨体からは想像もつかない軽やかな身のこなしを誇る。数多くの猛者が集った「締留ふたば争奪格闘トーナメント」で準決勝まで勝ち残った。
他校に通う花梨（かりん）と杏（あんず）の姉妹は苺の姉。上記の通りの強さを持つ苺でも、姉たちには全くかなわない。
風魔小太郎、根来あやめ
「締留ふたば争奪格闘トーナメント」においてふたばや美咲姫と対戦した漫研部長と家政科部員。描き割りによる分身の術や香辛料を使った薬術といった怪しげな術を使っていたが、後のスペシャルでは「本物の忍者」であり、小太郎は風魔の25代目。あやめも根来忍群統領の娘。互いに対立した家柄ながら惹かれ合い交際中と設定された。
互いの家は対立しており、デートどころか顔を会わせることすら難しい。普段はスリットゴーグルやガスマスクをしているが、外すと中々に男前だったり可愛らしい顔をしている。
その他の生徒
彼らの他にも、中学生とは思えないような猛者（運動部より文科部の方がより特殊性が高い）が多数在籍しており、「締留ふたば争奪格闘トーナメント」では人知を超えた壮絶な戦いを繰り広げている。また明らかな犯罪行為に走る生徒も存在する。

### 駒種中学校教職員
緋楼院（ひろういん）
ふたばたちが通う駒種中学校の校長。緋楼院高子の父親でもある。ふたばの母に恩義があり、女生徒としてのふたばを転校生として二重在籍させる。ふたばの姉・双菜の在校当時もその面倒も見ていた。
「正義の味方」に強い憧れを抱き、事件が起こる度に変装して現れて、騒動解決のために奮戦する（更に事態がややこしくなることも多い）。なお、変装は毎回異なるマンガや特撮番組のコスプレだが、丸顔で1.5頭身という独特の体型が災いし、ごく一部の者以外にはすぐに正体を見抜かれてしまう。
三武山（さぶやま）
ふたばたちの担任。いわゆる熱血教師で「男同士の熱い友情」を謳い、男子生徒（特にふたば）を相手に親密なスキンシップをおこなっている。反面、女生徒や女性に対しては徹底的に冷たい態度をとる。
ラッキー・ストライク
傭兵の経歴を持つ体育教師兼生活指導員。世界中の数多の戦場を潜り抜けてきた経験を元に、独自の教育信念を貫き、そのためにフォークダンスをする校庭に地雷を仕掛ける、林間学校ではサバイバル訓練と称して樹海に空挺降下させるなど、生徒たちを危険にさらすこともいとわない（「火薬は減らしている」など、本人は手加減はしているつもりらしい）。
元は『ぱらのい屋劇場』に登場したキャラクター。本作では傭兵というより、軍隊の鬼教官と言うべきキャラクターとなっている。また中学校という舞台設定のためか、本作品内では喫煙シーンはない。
神代魅紀（こうじろ みき）
三ツ子の末妹で駒種中学の保険医。生物学方面に特化したマッドサイエンティストでもあり、選りすぐりの運動部員の筋肉をクローン増殖した「強化筋肉（パワード・マッスル）スーツ」を着て戦う。
ふたばの血液に含まれる謎の成分に興味を持ち、解析して自らの理想郷実現の足がかりにしようと企んだ。
神代魔紀（こうじろ まき）
三ツ子の次女で駒種中学の物理・化学教師。化学部と園芸部の顧問を勤める。化学に特化したマッドサイエンティストで、食人植物「舞踊2号」を薬品で生体強化（ブースト・アップ）して戦わせる。
魅紀のパソコンのデータを盗み見て、ふたばの血液から儲け話のにおいを嗅ぎ取った。
神代幽紀（こうじろ ゆき）
三ツ子の長女で駒種中学の物理教師。学校の地下に研究室を持ち、怪しげな機械の数々を駆使する。
わずか10歳にして博士号を取り中学教師となったが、その後10年ほどコールドスリープしていたせいで外見・肉体年齢は子供のまま。科学力・性格の危険性共に妹たちを大きく上回り、妹たちが大人になった今もなお恐れられ続けている。
後の作品『みこと日記』にも登場する。

### 芸能界関係者
伊炉華かほる（いろか かほる）
大物女優兼モデル（しかし、ふたばはかほるのことを知らなかった。）。本名や年齢などのプロフィールを一切公表していない謎多き美女。
駒種消防署の一日署長を務めた際にふたばを火災現場から救助し、そして爆弾発言をしたことがきっかけで、ふたばは芸名「FUTABA」としてアイドルへの道を歩み始めることになる。
行貝（ぎょうかい）
TV局会社「集英テレビ」のプロデューサー。芸能界に顔が広く、かほるとも親しい。かほるからは「行（ギョー）ちゃん」と呼ばれる。手腕は確かなようだが、一方的に企画を提案して去っていくなど強引な性格。「焼肉おごるぜ」が口癖。
ふたばとかほるのやりとりを新聞で見て、ふたばの才能を見抜き、芸能界入りを強く勧めた。
かたき伽羅（かたき キャラ）
FUTABAと同時期にデビューした女性アイドルで、本名は「片木伽羅（かたき きゃら）」。FUTABAにライバル心を抱き、様々な嫌がらせをするがたいていは自業自得で酷い目に遭う。なおアイドルとしての実力は低くはなく、ふたば本人は彼女のファン。
馬駆伊久矢（まく いくや）
集英テレビのドラマ「くちびるは誰のもの」で、FUTABAの恋人役に選ばれた少年。この時のオーディションがきっかけで美咲姫に想いを寄せるようになり、熱烈なアタックを開始する。ふたばたちの2歳上で、愛称は「マック」。

## 単行本
- あろひろし『ふたば君チェンジ♡』集英社〈ジャンプ・コミックス〉、全8巻
  1. 1991年6月15日発行、ISBN 4-08-871691-4
  2. 1991年10月15日発行、ISBN 4-08-871692-2
  3. 1992年7月8日発行、ISBN 4-08-871693-0
  4. 1992年12月7日発行、ISBN 4-08-871694-9
  5. 1993年7月7日発行、ISBN 4-08-871698-1
  6. 1994年7月9日発行、ISBN 4-08-871699-X
  7. 1995年10月9日発行、ISBN 4-08-871700-7
  8. 1997年4月9日発行、ISBN 4-08-872348-1